# Черняк (Куявсько-Поморське воєводство)
Черняк (пол. Czerniak) — село в Польщі, у гміні Моґільно Моґіленського повіту Куявсько-Поморського воєводства.
Населення — 81 особа (2011).
У 1975-1998 роках село належало до Бидгощського воєводства.

## Демографія
Демографічна структура станом на 31 березня 2011 року:
|          | Загалом | Допрацездатний вік | Працездатний вік | Постпрацездатний вік |
| -------- | ------- | ------------------ | ---------------- | -------------------- |
| Чоловіки | 40      | 7                  | 31               | 2                    |
| Жінки    | 41      | 8                  | 27               | 6                    |
| Разом    | 81      | 15                 | 58               | 8                    |